# 郢州 (辽朝)
郢州，彰圣军，刺史。辽朝的州。
渤海国时置。兵事隶北女直兵马司。辽朝时仅领一县：延庆县。具体所在不详。